# 65. ročník udílení Zlatých glóbů
Přímý přenos 65. ročníku udílení Zlatých glóbů byl plánovaný na 13. ledna 2008, kvůli stávce Hollywoodských scenáristů se však nekonal. Vítězové byli oznámeni prostřednictvím konference v hotelu Beverly Hilton v Beverly Hills ve státě Kalifornie v 14. ledna 2008.

## Vítězové a nominovaní

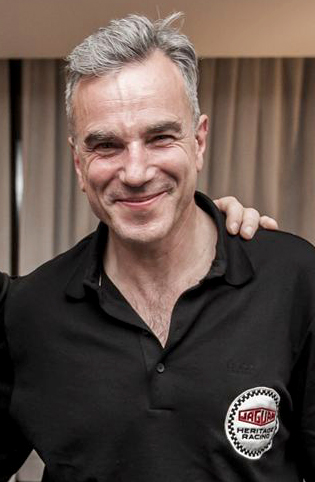
Daniel Day-Lewis, vítěz v kategorii nejlepší mužský herecký výkon v hlavní roli

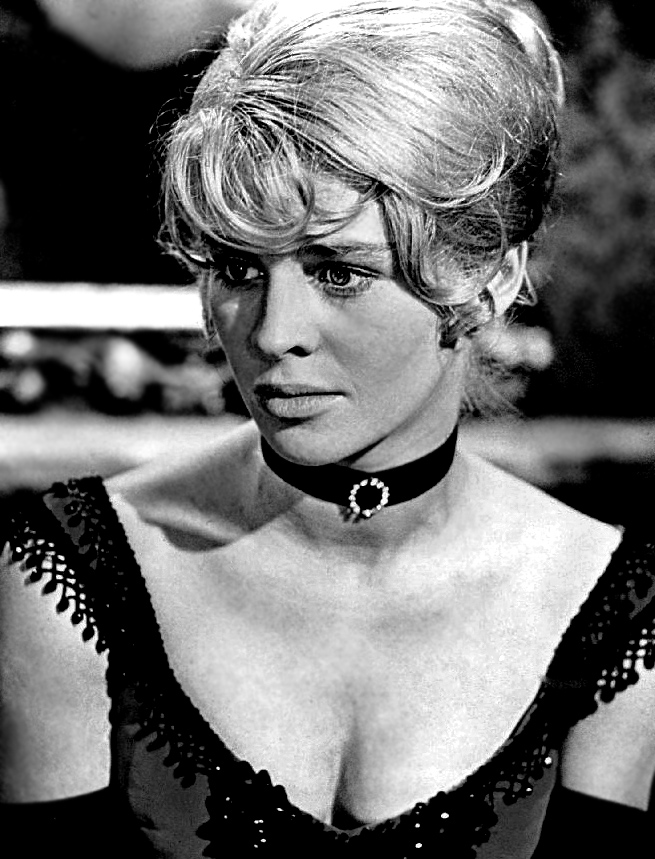
Julie Christie, vítězka v kategorii nejlepší ženský herecký výkon v hlavní roli (drama)

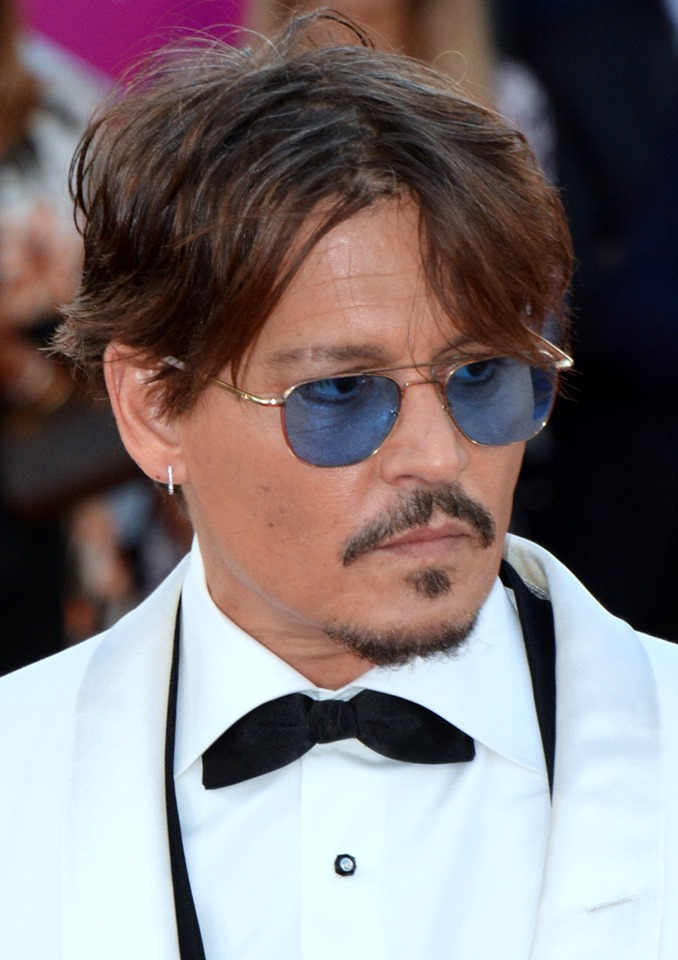
Johnny Depp, vítěz v kategorii nejlepší mužský herecký výkon v hlavní roli (komedie/muzikál)

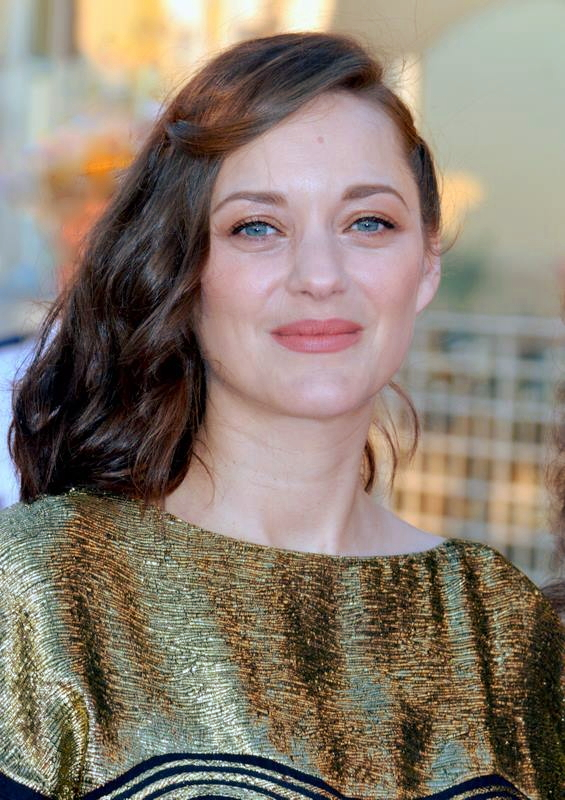
Marion Cotillard, vítězka v kategorii nejlepší ženský herecký výkon v hlavní roli (komedie/muzikál)

### Filmové počiny.
| Nejlepší film (drama) | Nejlepší film (komedie / muzikál) |
| --- | --- |
| - Pokání - Tahle země není pro starý - Americký gangster - Michael Clayton - Síla slova - Východní přísliby - Až na krev | - Sweeney Todd: Ďábelský holič z Fleet Street - Across the Universe - Juno - Soukromá válka pana Wilsona - Hairspray                                                                                           |
| Nejlepší herec (drama) | Nejlepší herečka (drama) |
| - Daniel Day-Lewis – Až na krev - George Clooney – Michael Clayton - James McAvoy – Pokání - Denzel Washington – Americký gangster - Viggo Mortensen – Východní přísliby | - Julie Christie – Daleko od ní - Amy Adamsová – Kouzelná romance - Cate Blanchettová – Královna Alžběta: Zlatý věk - Jodie Fosterová – Mé druhé já - Angelina Jolie – Síla srdce - Keira Knightley – Pokání   |
| Nejlepší herec (komedie / muzikál) | Nejlepší herečka (komedie / muzikál) |
| - Johnny Depp – Sweeney Todd: Ďábelský holič z Fleet Street - Ryan Gosling – Lars a jeho vážná známost - Tom Hanks – Soukromá válka pana Wilsona - Philip Seymour Hoffman – Divoši - John C. Reilly – Neuvěřitelný život rockera Coxe                                       | - Marion Cotillard – Edith Piaf - Amy Adamsová – Kouzelná romance - Nikki Blonsky – Hairspray - Helena Bonham Carterová – Sweeney Todd: Ďábelský holič z Fleet Street - Ellen Page – Juno                      |
| Nejlepší herec ve vedlejší roli | Nejlepší herečka ve vedlejší roli |
| - Javier Bardem – Tahle země není pro starý - Casey Affleck – Zabití Jesseho Jamese zbabělcem Robertem Fordem - Philip Seymour Hoffman – Soukromá válka pana Wilsona - John Travolta – Hairspray - Tom Wilkinson – Michael Clayton                                          | - Cate Blanchettová – Beze mě: Šest tváří Boba Dylana - Amy Ryan – Gone Baby Gone - Julie Robertsová – Soukromá válka pana Wilsona - Saoirse Ronanová – Pokání - Tilda Swintonová – Michael Clayton            |
| Nejlepší režie | Nejlepší scénář |
| Skafandr a motýl – Julian Schnabel - Tahle země není pro starý – Bratři Coenové - Sweeney Todd: Ďábelský holič z Fleet Street – Tim Burton - Americký gangster – Ridley Scott - Pokání – Joe Wright                                                                         | Tahle země není pro starý – Bratři Coenové - Juno – Diablo Cody - Skafandr a motýl – Ronald Harwood - Pokání – Christopher Hampton - Útěk do divočiny – Sean Penn - Soukromá válka pana Wilsona – Aaron Sorkin |
| Nejlepší filmová píseň | Nejlepší hudba |
| „Guaranteed“ – Eddie Vedder – Útěk do divočiny - „That's How You Know“ – Amy Adamsová – Kouzelná romance - „Despedida“ – Shakira – Láska za časů cholery - „Grace is Gone“ – Jamie Cullum – Grace už není - „Walk Hard“ – John C. Reilly“ – Neuvěřitelný život rockera Coxe | Pokání – Dario Marianelli - Útěk do divočiny – Michael Brook, Kaki King, Eddie Vedder - Grace už není – Clint Eastwood - Lovec draků – Alberto Iglesias - Východní přísliby – Howard Shore                     |
| Nejlepší cizojazyčný film | Nejlepší animovaný film |
| Skafandr a motýl (Francie a Spojené státy americké) - 4 měsíce, 3 týdny a 2 dny (Rumunsko) - Touha, opatrnost (Tchaj-wan) - Perepolis (Francie) - Lovec draků (Spojené státy americké)                                                                                      | Ratatouille - Pan Včelka - Simpsonovi ve filmu |

### Televizní počiny
| Nejlepší televizní seriál (drama) | Nejlepší televizní seriál (komedie) |
| --- | --- |

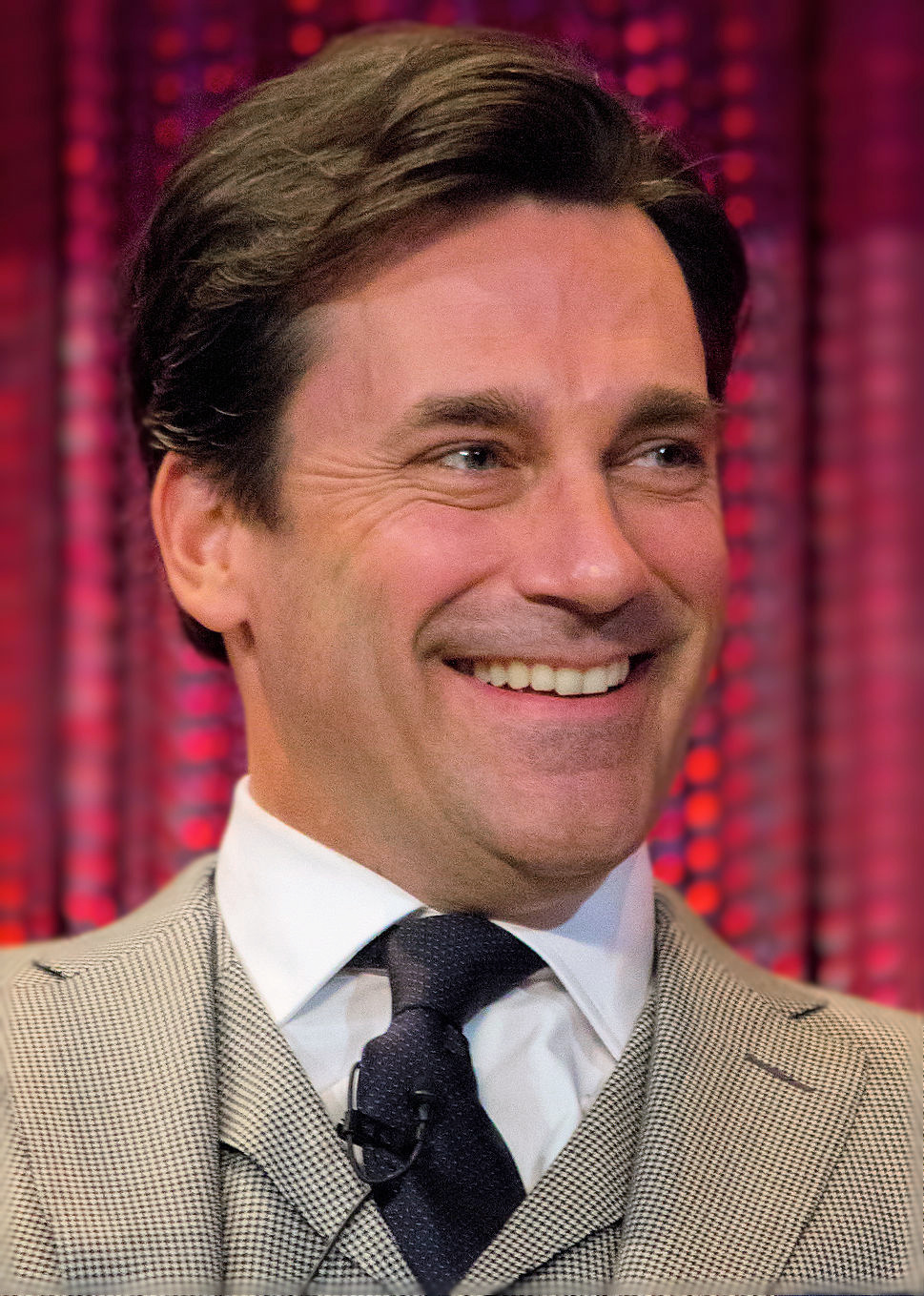
Jon Hamm, vítěz v kategorii nejlepší mužský herecký výkon (drama)

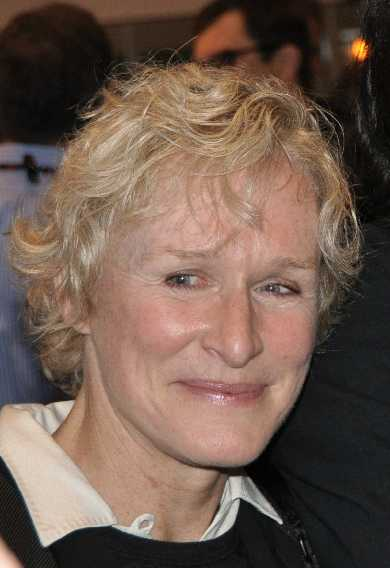
Glenn Close, vítězka v kategorii nejlepší ženský herecký výkon (drama)

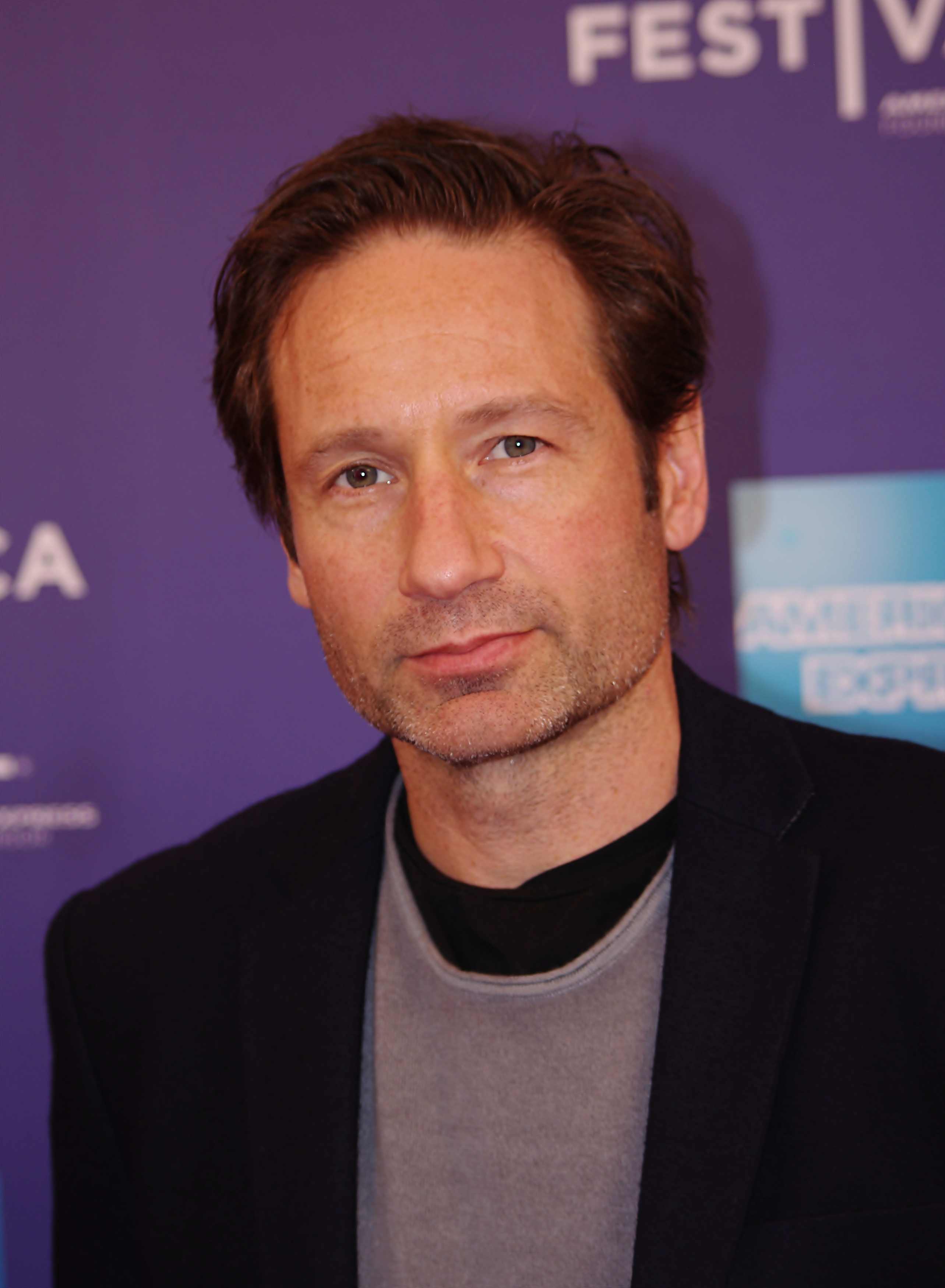
David Duchovny, vítěz v kategorii nejlepší mužský herecký výkon (komedie)

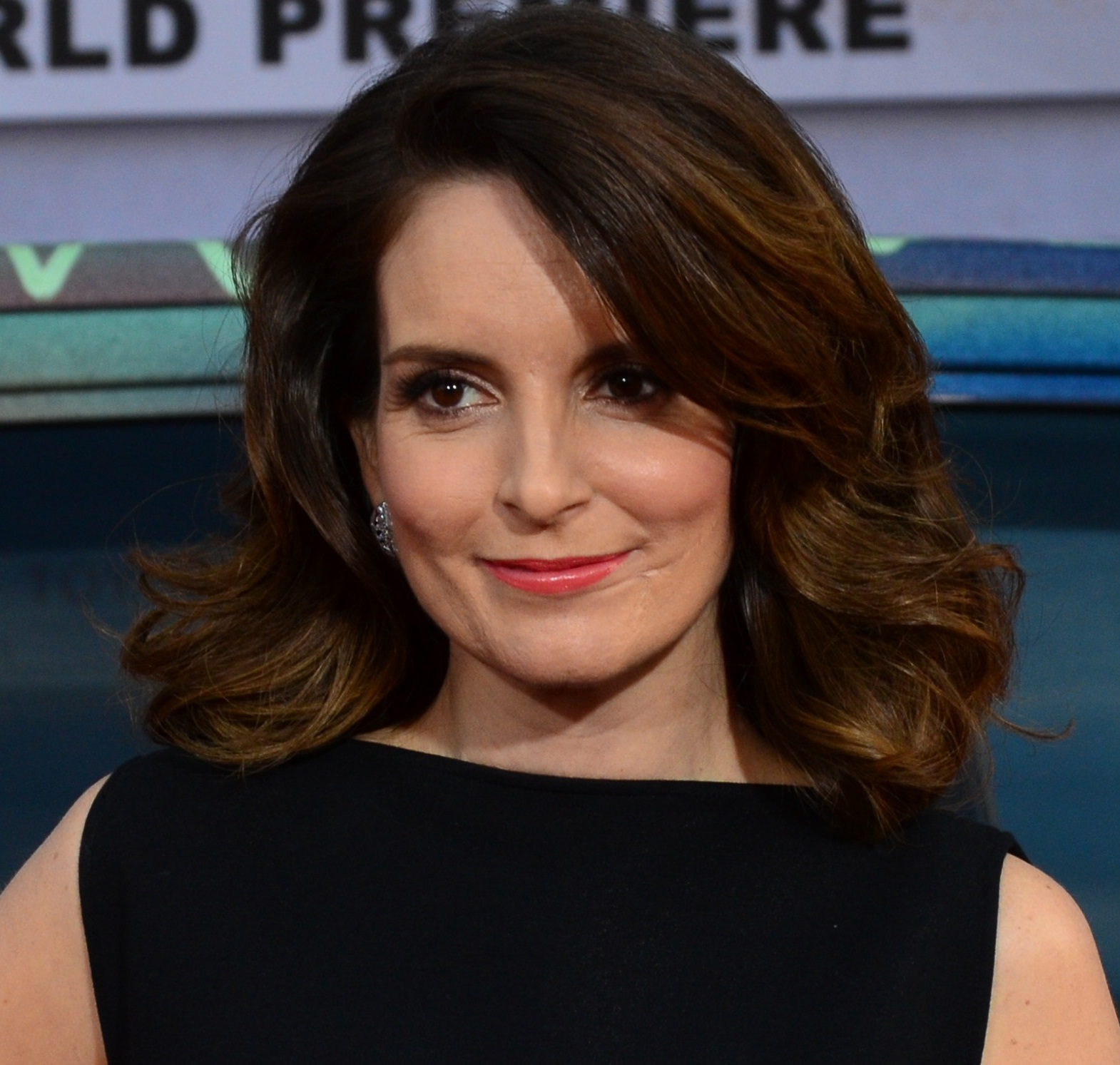
Tina Fey, vítězka v kategorii nejlepší ženský herecký výkon (komedie)

| - Šílenci z Manhattanu - Velká láska - Patty Hewes – nebezpečná advokátka - Tudorovci - Dr. House - Chirurgové | - Komparz - Studio 30 Rock - Californication - Vincentův svět - Řekni, kdo tě zabil |
| Nejlepší herec v seriálu (drama) | Nejlepší herečka v seriálu (drama) |
| - Jon Hamm – Šílenci z Manhattanu jako Don Draper - Michael C. Hall – Dexter jako Dexter Morgan - Hugh Laurie – Dr. House jako Dr. Gregory House - Jonathan Rhys Meyers – Tudorovci jako Henry VIII - Bill Paxton – Velká láska jako Bill Henrickson                                                                                       | - Glenn Close – Patty Hewes – nebezpečná advokátka jako Paty Hewes - Patricia Arquette – Medium jako Allison DuBois - Sally Fieldová – Bratři a sestry jako Nora Walker - Minnie Driver – Invaze buranů jako Dahlia Malloy - Edie Falco – Rodina Sopránů – Carmela Soprano - Holly Hunter – Božská mrcha jako Grace Hanadarko - Kyra Sedgwick – Closer Brenda Leigh Johnson |
| Nejlepší herec v seriálu (komedie / muzikál) | Nejlepší herečka v seriálu (komedie / muzikál) |
| - David Duchovny – Californication jako Hank Moody - Alec Baldwin – Studio 30 Rock jako Jack Donaghy - Steve Carell – Kancl jako Michael Scott - Ricky Gervais – Komparz jako Andy Millman - Lee Pace – Řekni, kdo tě zabil jako Ned | - Tina Fey – Studio 30 Rock jako Liz Lemon - Christina Applegate – Samantha Who? jako Samantha 'Sam' Newly - America Ferrera – Ošklivka Betty jako Betty Suarez - Anna Friel – Řekni, kdo tě zabil jako Charlotte Charles - Mary-Louise Parkerová – Tráva jako Nancy Botwin                                                                                                 |
| Nejlepší minisérie nebo TV film | |
| - Lord Longford - Mé srdce pohřběte u Wounded Knee - V síti CIA - Pět dní - The State Within | |
| Nejlepší herec v minisérii nebo TV filmu | Nejlepší herečka v minisérii nebo TV filmu |
| - Jim Broadbent – Lord Longford jako Lord Longford - Adam Beach – Mé srdce pohřběte u Wounded Knee jako Charles Eastman - Ernest Borgnine – A Grandpa for Christmas jako Bert O'Riley - Jason Isaacs – The State Within jako Sir Mark Brydon - James Nesbitt – Jekyll – Dr. Tom Jackman                                                    | - Queen Latifah – Životní poslání jako Ana Wallace - Bryce Dallas Howardová – Jak se Vám líbí jako Rosalind - Debra Messingová – Odložená žena jako Molly Kagan - Sissy Spacek – Obrázky Holliw Woodsové jako Josie Cahill - Ruth Wilsonová – Osudová láska Jany Eyrové jako Jane Eyrová                                                                                    |
| Nejlepší vedlejší herec v seriálu, minisérii nebo TV filmu | Nejlepší vedlejší herečka v seriálu, minisérii nebo TV filmu |
| - Jeremy Piven – Vincentův svět jako Ari Gold - Ted Danson – Patty Hewes – nebezpečná advokátka jako Arthur Frobisher - Kevin Dillon – Vincentův svět jako Johnny Chase - Andy Serkis – Lord Longford jako Ian Brady - William Shatner – Kauzy z Bostonu jako Denny Crane - Donald Sutherland – Dirty Sexy Money jako Patrick Darling III. | - Samantha Morton – Lord Longford jako Myra Hindley - Rose Byrne – Patty Hewes – nebezpečná advokátka jako Ellen Parsons - Rachel Griffiths – Bratři a sestry jako Sarah Walker - Katherine Heiglová – Chirurgové jako Dr. Izzie Stevens - Anna Paquin – Mé srdce pohřběte u Wounded Knee jako Elaine Goodale - Jaime Pressly – Jmenuju se Earl jako Joy Turner             |

## Předávající
- Simon Baker
- Elizabeth Banksová
- Sacha Baron Cohen
- Drew Barrymoreová
- Sandra Bullock
- Glenn Close
- Tom Cruise
- Patrick Dempsey
- Johnny Depp
- Cameron Diaz
- David Duchovny
- Aaron Eckhart
- Zac Efron
- Ricky Gervais
- Laurence Fishburne
- Megan Fox
- Maggie Gyllenhaal
- Dustin Hoffman
- Terrence Howard
- Jonas Brothers
- Jane Krakowski
- Jessica Lange
- Blake Lively
- Eva Longoria
- Jennifer Lopez
- Demi Moore
- Hayden Panettiere
- Chris Pine
- Frieda Pinto
- Amy Poehlerová
- Zachary Quinto
- Seth Rogen
- Susan Sarandonová
- Martin Scorsese
- Sting
- Emma Thompsonová
- Mark Wahlberg
- Rainn Wilson
- Shahrukh Khan